# Catacomba dei Santi Processo e Martiniano
La catacomba dei Santi Processo e Martiniano è una catacomba di Roma, posta sulla via Aurelia, la cui identificazione è sconosciuta.

## Fonti
Il Martyrologium Hieronymianum menziona il dies natalis, ossia la morte dei santi Processo e Martiniano, che secondo una passio leggendaria del VI secolo erano stati i carcerieri di san Pietro, in tre diversi giorni: il 31 maggio, il 1 e il 2 luglio; quest'ultima data deve essere considerata come la più probabile, poiché è ripetuta anche in altre fonti liturgiche antiche.
La Notitia ecclesiarum urbis Romae riferisce della sepoltura di questi due martiri nei pressi della catacomba di San Pancrazio: infatti, dopo la visita a questa catacomba, l'autore della Notitia porta il pellegrino alla nostra catacomba senza interruzioni o deviazioni di percorso. Dunque topograficamente le due catacombe erano assai vicine.

## Ipotesi
Secondo lo Stevenson ed Enrico Josi, la catacomba è da identificarsi con le gallerie cimiteriali scoperte sotto la villa Doria Pamphilj, nei pressi della catacomba di San Pancrazio.
Altri studiosi invece, in epoca più recente, collocano la catacomba topograficamente più vicina alla basilica di san Pietro, ed esattamente nella zona del Gianicolo. Qui infatti sono stati scoperti a partire dalla fine del XIX secolo diversi monumenti ipogei di carattere funerario, in particolare nella zona attorno alla chiesa di Sant'Onofrio al Gianicolo. Nel 1898 fu scoperta, durante la costruzione di un monastero delle suore Dorotee sulla salita di Sant'Onofrio, una galleria con chiare indicazioni iconografiche cristiane; quattro anni più tardi, altre gallerie furono scoperte, e di fatto distrutte, nella costruzione di un edificio adiacente al suddetto monastero. Il Marucchi, che studiò queste gallerie prima della loro distruzione, ipotizzò che si trattasse di un esteso cimitero cristiano, che si diramava verso la basilica vaticana. Fu Margherita Cecchelli ad ipotizzare, nel 1980, che queste gallerie facessero parte della catacomba perduta dei Santi Processo e Martiniano, che si estendeva, nel suo nucleo più importante, sotto il Collegio Urbaniano: i lavori per la costruzione del parcheggio sotto il Gianicolo nel 1998-1999 portarono alla luce altre strutture ipogee antiche, andate distrutte. Nello stesso periodo altre scoperte sono state fatte sotto il monastero delle suore Dorotee.
Una identificazione certa e comprovata da reperti archeologici, topografici e iconografici è ben lungi dall'essere risolta, viste soprattutto le difficoltà a preservare e a studiare più a lungo i ritrovamenti archeologici nella zona.